# Klippnejlikor
Klippnejlikor (Petrorhagia) är ett släkte av nejlikväxter. Klippnejlikor ingår i familjen nejlikväxter.

## Bildgalleri

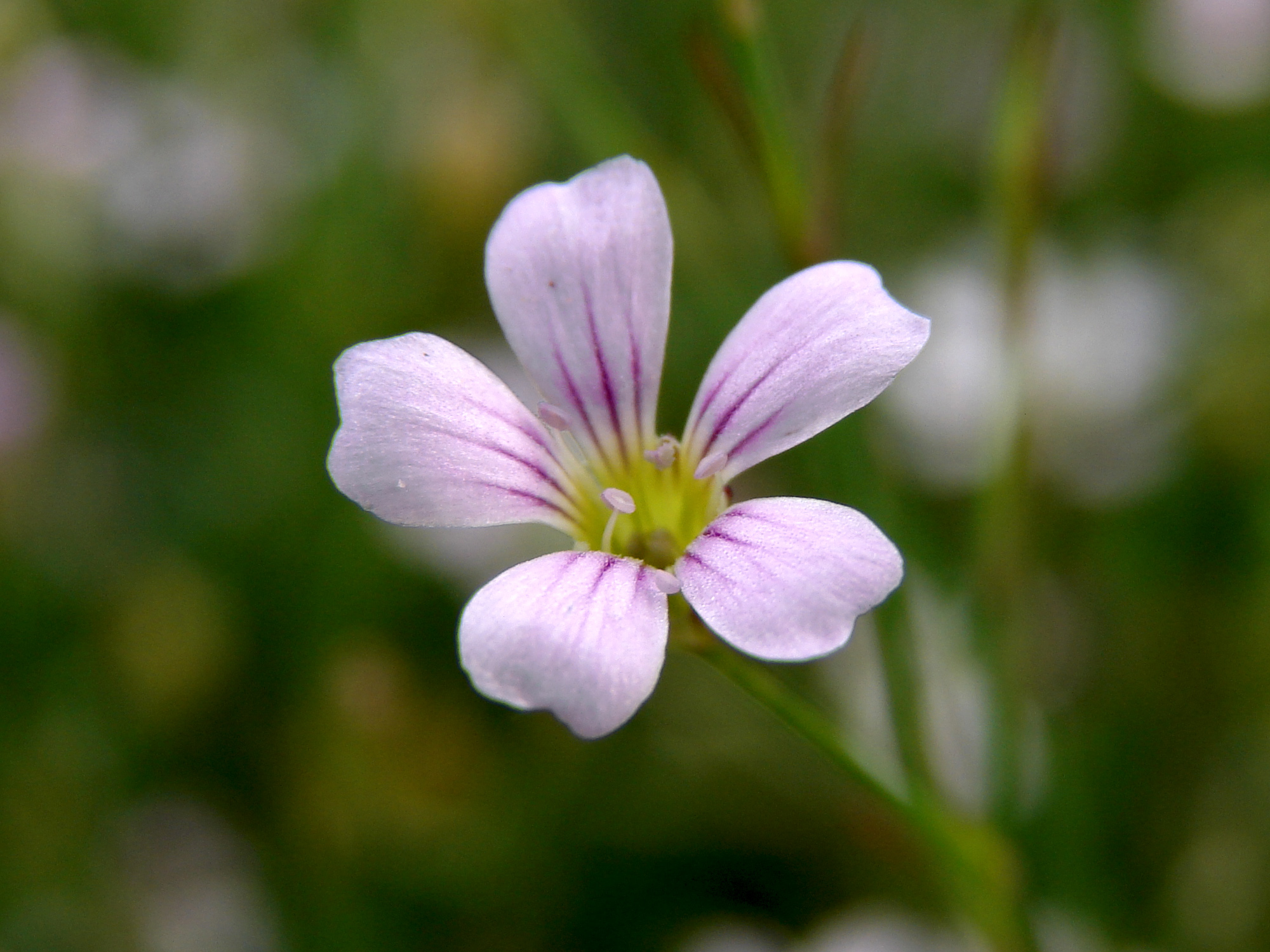
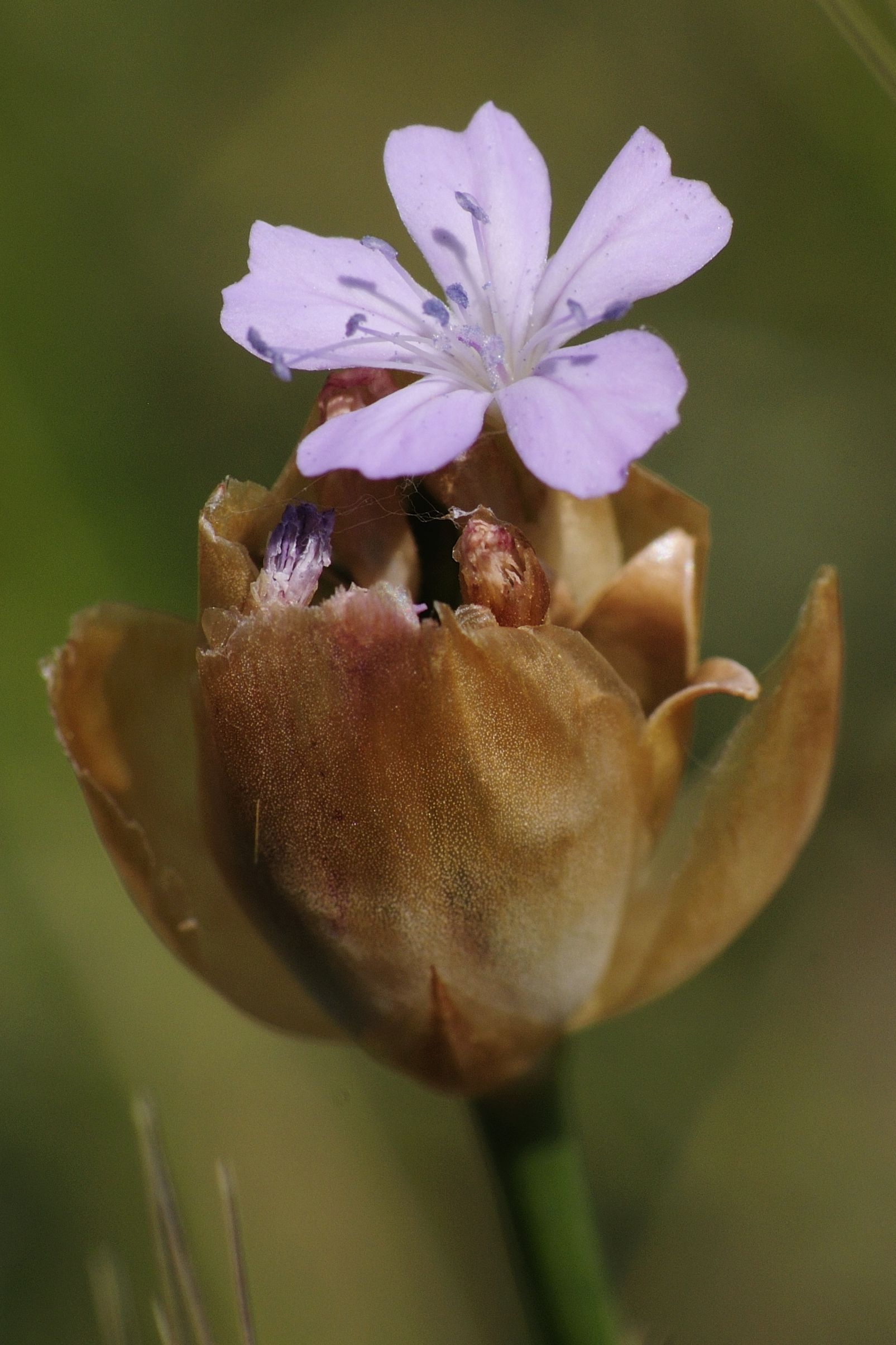

## Dottertaxa till Klippnejlikor, i alfabetisk ordning[1]
- Petrorhagia alpina
- Petrorhagia arabica
- Petrorhagia armerioides
- Petrorhagia candica
- Petrorhagia cretica
- Petrorhagia cyrenaica
- Petrorhagia dianthoides
- Petrorhagia dubia
- Petrorhagia fasciculata
- Petrorhagia glumacea
- Petrorhagia graminea
- Petrorhagia grandiflora
- Petrorhagia hispidula
- Petrorhagia illyrica
- Petrorhagia kennedyae
- Petrorhagia lycica
- Petrorhagia macra
- Petrorhagia nanteuilii
- Petrorhagia obcordata
- Petrorhagia ochroleuca
- Petrorhagia pamphylica
- Petrorhagia peroninii
- Petrorhagia phthiotica
- Petrorhagia prolifera
- Petrorhagia rhiphaea
- Petrorhagia rupestris
- Petrorhagia saxifraga
- Petrorhagia syriaca
- Petrorhagia thessala
- Petrorhagia wheeler-hainesii
- Petrorhagia zoharyana